# Jess G. Berthelsen
Jess Gustav Rasmus Berthelsen (født 5. maj 1958 i Sisimiut) er en grønlandsk fagforeningsmand.
Jess G: Berthelsen blev født i Sisimiut som det mellemste af ti børn af købmand Hanninnguaq Berthelsen og hans kone Tabitha Olsen (død 1986). Han blev uddannet som maskinarbejder i Aarhus. Derefter vendte han tilbage til sin hjemby Sisimiut, hvor han engagerede sig i den lokale afdeling af fagforbundet SIK, som han var formand for i flere år. I 1988 blev han medlem af SIK's hovedbestyrelse. I 1989 flyttede han til Nuuk. Da fagforeningsformanden Kristian "Pablo" Poulsen (de) blev suspenderet i 1990 på grund af en økonomisk skandale, overtog Jess G. Berthelsen posten som fagforeningsformand. I sine første år lykkedes det ham at sikre, at overenskomstforhandlingerne blev ført på grønlandsk. I 1993 blev der indført ligeløn for grønlandske og udenlandske arbejdere. I 1999 grundlagde han den grønlandske pensionskasse SISA.
Han er også formand for bestyrelsen for Sulisartut Højskoliat i Qaqortoq og næstformand for bestyrelsen for Nuuk City Development samt medlem af flere arbejdsmarkeds- og erhvervsråd og -kommissioner.
Jess G. Berthelsen har siden 18. juli 2004 været gift med politikeren Olga P. Berthelsen (født 1962), med hvem han har fem børn.
Der blev udgivet en biografi om Jess G. Berthelsen i 2021 i anledning af hans 30-års jubilæum som forbundsformand.
Jess G. Berthelsen har en nær tilknytning til Siumut, men havde ikke deltaget i valg før han stillede op parlamentsvalget i Grønland 2025 for partiet. Ved valget opnåede han 154 stemmer og blev 2. stedfortræder for Siumut.